# انگنس موتینا
انگنس موتینا (به انگلیسی: Ágnes Mutina) (زادهٔ ۱۹ آوریل ۱۹۸۸) شناگر اهل مجارستان است.